# Rund um Köln 2002
Il Rund um Köln 2002, ottantasettesima edizione della corsa, si svolse il 1º aprile e fu vinto dall'austriaco Peter Wrolich della Gerolsteiner davanti ai tedeschi Kai Hundertmarck e Christian Werner.

## Ordine d'arrivo (Top 10)
| Pos. | Corridore        | Squadra                      | Tempo    |
| ---- | ---------------- | ---------------------------- | -------- |
| 1    | Peter Wrolich    | Gerolsteiner                 | 4h44'19" |
| 2    | Kai Hundertmarck | Team Telekom                 | s.t.     |
| 3    | Christian Werner | Team Nürnberger Versicherung | a 5"     |
| 4    | Gorik Gardeyn    | Lotto-Adecco                 | a 2'20"  |
| 5    | Ralf Grabsch     | Team Telekom                 | s.t.     |
| 6    | René Haselbacher | Gerolsteiner                 | s.t.     |
| 7    | André Korff      | Team Coast                   | a 2'27"  |
| 8    | Björn Glasner    | Team Cologne                 | s.t.     |
| 9    | Michael Skelde   | EDS-Fakta                    | s.t.     |
| 10   | Bert Grabsch     | Phonak Hearing Systems       | s.t.     |